# Święty napletek

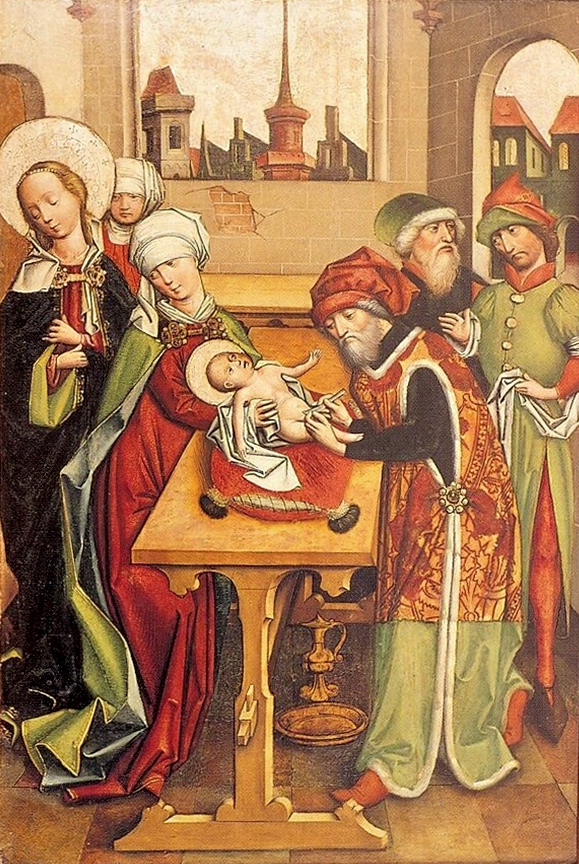
Obrzezanie Pańskie – Poliptyk olkuski.

Święty napletek – relikwia Jezusa Chrystusa pierwszego stopnia, szczątek ciała pozostały po obrzezaniu. Czczony od średniowiecza, jego kult został jednak zaprzestany postanowieniem II Soboru Watykańskiego wraz ze zlikwidowaniem święta Obrzezania Pańskiego obchodzonego 1 stycznia. 

## Według Biblii
Każde dziecko płci męskiej urodzone w rodzinie żydowskiej, zgodnie z Prawem Mojżeszowym, w ósmym dniu musi być obrzezane.

Potem Bóg rzekł do Abrahama: „Ty zaś, a po tobie twoje potomstwo przez wszystkie pokolenia, zachowujcie przymierze ze Mną. Przymierze, które będziecie zachowywali między Mną a wami, czyli twoim przyszłym potomstwem, polega na tym: wszyscy wasi mężczyźni maja być obrzezani; będziecie obrzezywali ciało napletka na znak przymierza waszego ze Mną. Z pokolenia w pokolenie każde wasze dziecko płci męskiej, gdy będzie miało osiem dni, ma być obrzezane – sługa urodzony w waszym domu lub nabyty
za pieniądze – każdy obcy, który nie jest potomkiem twoim – ma być obrzezany; obrzezany ma być sługa urodzony w domu twoim lub nabyty za pieniądze. Przymierze moje, przymierze obrzezania, będzie przymierzem na zawsze”.

Jezus, urodzony w rodzinie żydowskiej, też w ósmym dniu po narodzeniu został obrzezany.

Gdy nadszedł dzień ósmy i należało obrzezać Dziecię, nadano Mu imię Jezus, którym Je nazwał anioł, zanim się poczęło w łonie [Matki]. Gdy potem upłynęły dni ich oczyszczenia według Prawa Mojżeszowego, przynieśli Je do Jerozolimy, aby Je przedstawić Panu. Tak bowiem jest napisane w Prawie Pańskim: Każde pierworodne dziecko
płci męskiej będzie poświęcone Panu. Mieli również złożyć w ofierze parę synogarlic albo dwa młode gołębie, zgodnie z przepisem Prawa Pańskiego. A żył w Jerozolimie człowiek, imieniem Symeon. Był to człowiek prawy i pobożny, wyczekiwał pociechy Izraela, a Duch Święty spoczywał na nim. Jemu Duch Święty objawił, że nie ujrzy śmierci, aż zobaczy Mesjasza Pańskiego.

## Według apokryfów
Odcięty napletek został zabalsamowany.

Prawo zwyczajowe nakazywało obrzezanie dziecka. Kiedy więc nadszedł dzień obrzezania, to jest dzień ósmy [od narodzenia chłopca], obrzezali go w jaskini. Stara kobieta, Hebrajka, zabrała ten obrzezek (inni mówili, że wzięła pępowinę), i włożyła go do flakonu zawierającego stary olej  nardu. A miała ona syna, sprzedawcę pachnideł, i dała mu go mówiąc: „Strzeż się przed sprzedawaniem tego flakonu perfum nardu, nawet gdyby płacono ci za niego trzysta denarów.” A ten flakon to był ten, który kupiła Mirjam, grzesznica, wylała go na głowę pana naszego Jezusa Chrystusa i na jego stopy, i wytarła je włosami swojej głowy.

## Historia

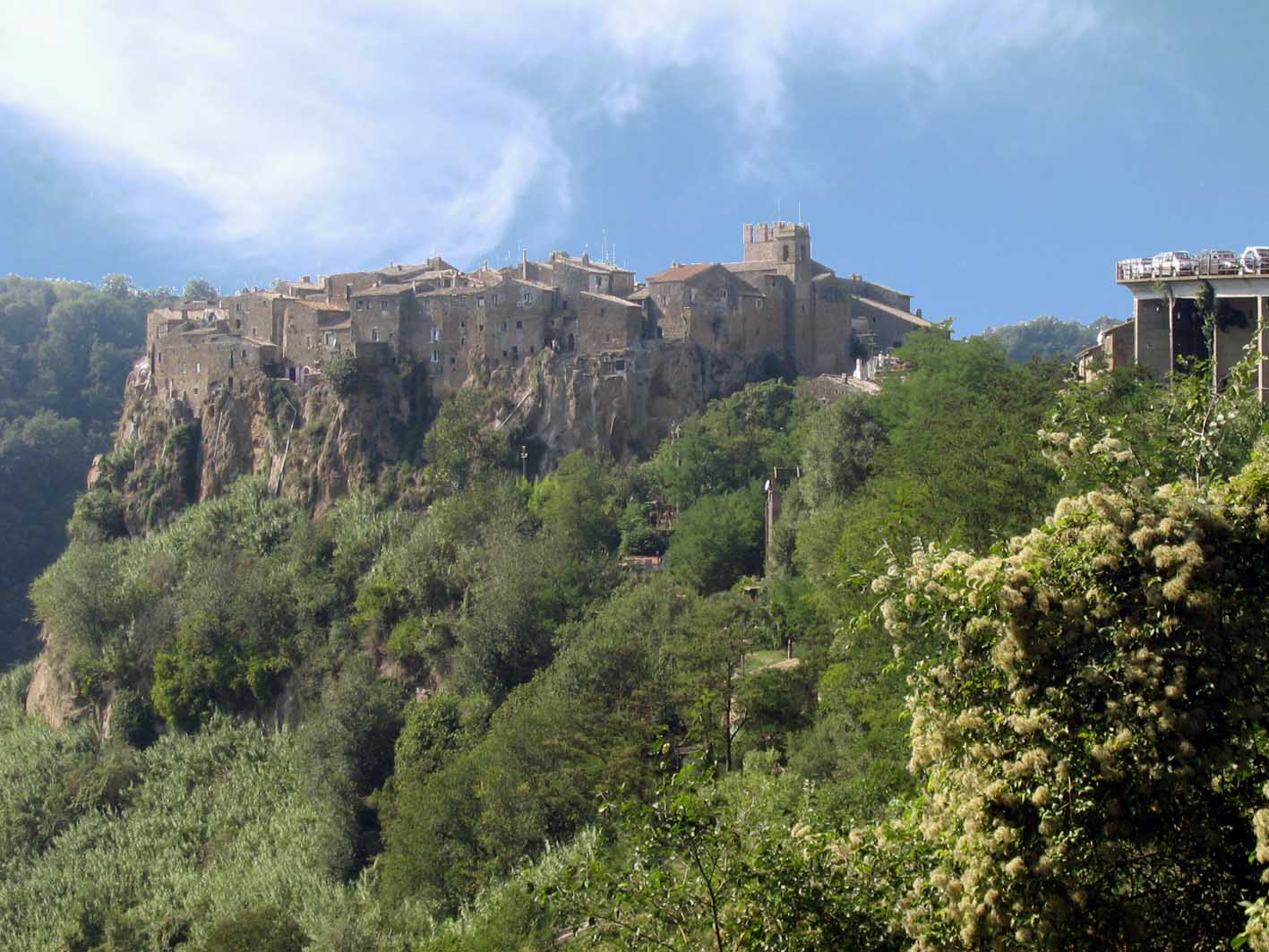
Calcata

W roku 800 Karol Wielki podarował papieżowi Leonowi III relikwię świętego napletka. W dokumencie Descriptio lateranensis Ecclesiae napisanym przed 1100 rokiem, wskazano, że w skrzyni cyprysowej zamówionej przez Leona III i umieszczonej pod ołtarzem w kaplicy św. Wawrzyńca były trzy szkatułki. Jedna z nich zawierała złoty krzyż ozdobiony klejnotami, w którym był napletek i pępowina Jezusa. W roku 1527 w czasie spalenia i splądrowania Rzymu (Sacco di Roma) przez luterańskie wojska Karola V relikwiarz został skradziony przez niemieckiego żołnierza, który został schwytany w miejscowości Calcata (ok. 47 km na północ od Rzymu). Relikwiarz został umieszczony w miejscowym kościele. W roku 1728 papież Benedykt XIII potwierdził autentyczność relikwii i polecił pielgrzymowanie do Calcaty, co zostało upamiętnione wmurowaniem tablicy w kościele. Od tego czasu co roku, w dniu święta Obrzezania Pańskiego (1 stycznia) odbywała się procesja, w czasie której ksiądz niósł relikwiarz idąc ulicami miasteczka. Calcata była ważnym miejscem dla pielgrzymów do roku 1983, kiedy relikwiarz wraz z relikwią zostały skradzione przez nieznanych sprawców w niewyjaśnionych okolicznościach. Kult relikwii był kontynuowany pomimo zakazu II Soboru Watykańskiego (1962-1965) dlatego niektórzy twierdzą, że związek ze zniknięciem relikwii miał Watykan.

## Współczesność

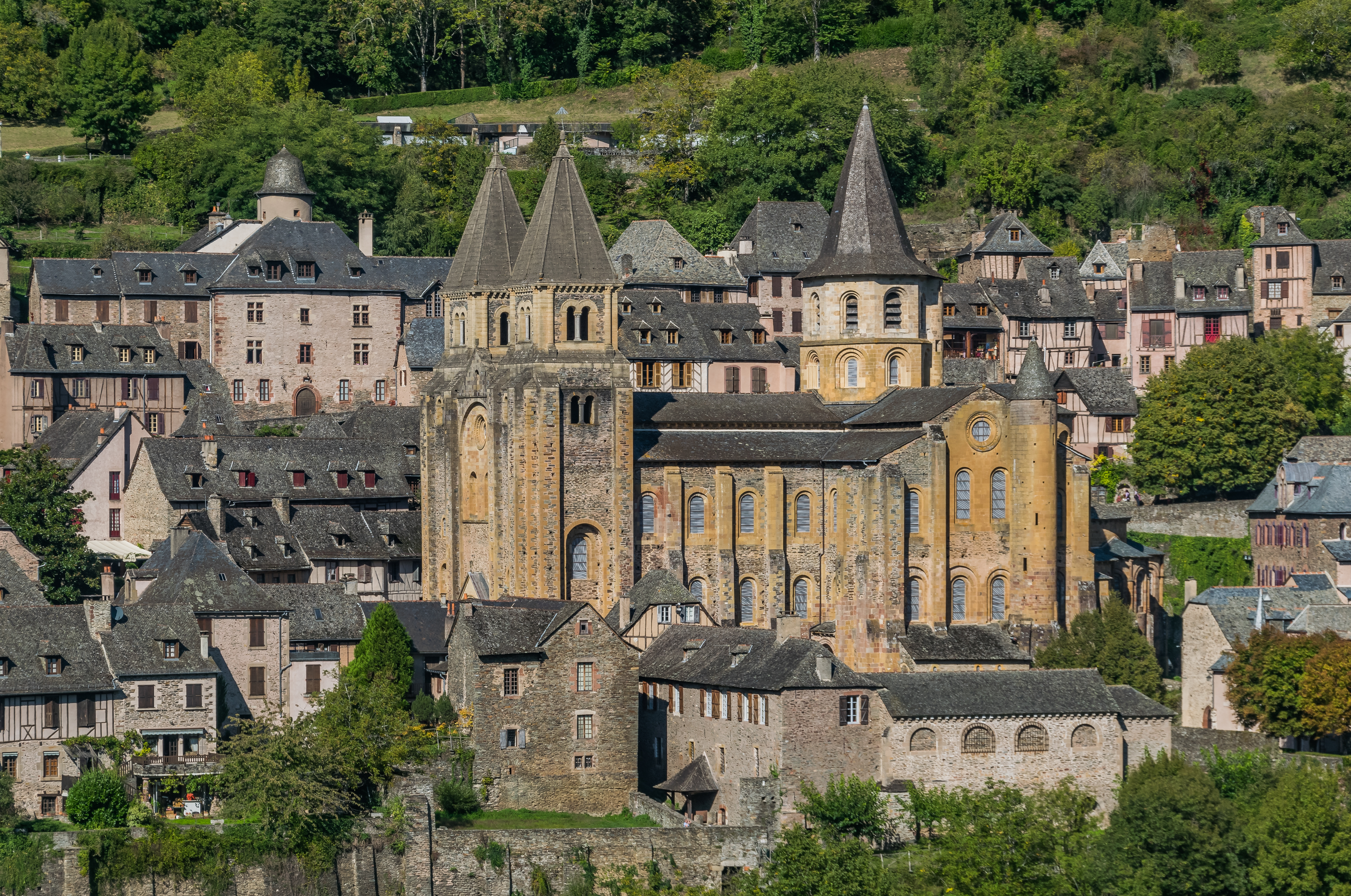
Saint Faith Abbey – Conques

Od średniowiecza w wielu miejscowościach kościoły podawały, że posiadają relikwię świętego napletka. Oprócz Rzymu, były to między innymi: Santiago de Compostela, Coulomb, Besançon, Metz, Hildesheim, Charroux, Conques, Langres, Antwerpia, Fécamp, Puy-en-Velay, Calcata i Auvergne. Nie jest to nic niezwykłego, ponieważ w tych czasach dzielono relikwie na mniejsze części aby wiele kościołów mogło się szczycić posiadaniem relikwii.
Miejscowością, która do dziś słynie z tego, iż tu znajduje się relikwia świętego napletka jest Conques we Francji. W tutejszym opactwie znajduje się muzeum z relikwiami i tą najważniejszą relikwią. Kustosz tego muzeum utrzymuje, że w roku 1954 wszystkie znajdujące się tu relikwiarze były restaurowane (otwieranie) i potwierdzono wtedy autentyczność relikwii, a także tej najważniejszej. Watykan nie wypowiada się dziś na temat istnienia relikwii świętego napletka.